# بروس بينيت (لاعب كرة قدم كندية)
بروس بينيت (بالإنجليزية: Bruce Bennett)‏ هو لاعب كرة قدم كندية أمريكي، ولد في 1944 في فالدوستا في الولايات المتحدة.